# Juno and the Paycock
Juno and the Paycock (Brasil: Juno e o Pavão / Portugal: Herança Maldita) é um filme de comédia dramática do Reino Unido, estrelado por Barry Fitzgerald, Maire O'Neill, Edward Chapman e Sara Allgood — escrito e dirigido por Alfred Hitchcock, em 1930.
O filme foi baseado na peça homônima de Sean O'Casey.

## Elenco
- Barry Fitzgerald ... o orador
- Maire O'Neill ... Maisie Madigan
- Edward Chapman ... Capitão Boyle
- Sidney Morgan ... "Joxer" Daly
- Sara Allgood ... Sra Boyle, "Juno"
- John Laurie ... Johnny Boyle
- Dave Morris ... Jerry Devine
- Kathleen O'Regan ... Mary Boyle
- John Longden ... Charles Bentham
- Dennis Wyndham ... o mobilizador
- Fred Schwartz ... Sr Kelly